# Каширский, Николай Кузьмич
Никола́й Кузьми́ч Каши́рский  (1923—1978) — советский артист оперетты, Заслуженный артист РСФСР (1957).

## Биография
Родился 16 августа 1923 года в Астрахани.
- 1939 — артист АПП Ярославля.
- 1940—1942 — студия Астраханского драматического театра
- 1942 — ТЮЗ и театр музкомедии Сталинграда.
- 1942—1947 — служба в рядах РККА.
- 1948 — артист Пермского театра музыкальной комедии города, артист Филармонии.
- 1948—1958 — работа в Иркутском театре оперетты. В 1956 году А. Орлов поставил спектакль о строителях Иркутской ГЭС «Огни сибирские». Музыку написал главный дирижёр театра А. С. Кулешов, автором пьесы был артист театра, Н. К. Каширский. Премьера спектакля состоялась 21 декабря — в день, когда Иркутская ГЭС дала первый ток. В течение двух сезонов спектакль прошёл при переполненном зале (100 раз). На Всесоюзном смотре музыкальных театров спектакль «Огни сибирские» получил диплом I степени.
- В 1958 году получил приглашение от Г. М. Ярона и перешёл служить в Московский театр оперетты, где стал ведущим актёром.

Умер 4 февраля 1978 года. Похоронен в Москве на Донском кладбище.

## Роли
- «Сильва» И. Кальмана — Бонни
- «Марица» И. Кальмана — Зупан
- «На берегу Амура» М. И. Блантера — Мальцев
- «Трембита» Ю. С. Милютина — Богдан Сусик
- «Летучая мышь» И. Штрауса — Фальк
- «Граф Люксембург» Ф. Легара — князь Франческу
- «Поцелуй Чаниты» Ю. С. Милютина — Кавалькадос
- «Баядера» И. Кальмана — Наполеон
- «Девушка с голубыми глазами» В. И. Мурадели — Шульц
- «Белая ночь» Т. Н. Хренникова — Пропотеев — Николай II
- «Бал в Савойе» П. Абрахама — Мустафа
- «Трёхгрошовая опера» Б. Брехта и К. Вайля — Микки
- «Огни сибирские» А. С. Кулешова и Н. К. Каширского — Дима

## Работа в кино и на телевидении
В 1958 году на «Ленфильме» был снят фильм «Мистер Икс» с Николаем Кузьмичом Каширским в роли Тони. В 1960—1970 годах — ведущий (вместе с Т. И. Шмыгой) передачи «Почта Голубого огонька».
- 1959 — Композитор Имре Кальман
- 1962 — Новогодний Голубой огонёк
- 1965 — Ленин в Польше
- 1966 — Весна и оперетта
- 1966 — Новогодний огонёк. Почта Голубого огонька
- 1967 — Пополам (Fele-Fele)

## Концертная и гастрольная деятельность
На протяжении всего творческого пути Николая Каширского, наряду с работой в театре, проходила и его концертная и гастрольная деятельность, как по городам СССР, так и за рубеж. В 1960 году гастроли в Болгарию, 1961 год — Югославия, 1962 год — ГДР, 1964 год — Польша, 1965 год — Германия, 1966 год — Венгрия, 1968 год — Польша, 1972 год — Чехословакия. В середине 1970-х Театр оперетты гастролировал в Югославии. На главной площади Титограда (ныне столица Черногории Подгорица) соорудили помост. Татьяна Шмыга и её партнёр Николай Каширский исполняли дуэт из спектакля «Марица» — и вдруг под Татьяной Ивановной сломалось несколько досок. Московская артистка провалилась. «Ну, думаю, калека на всю жизнь, — вспоминала Татьяна Ивановна Шмыга. — А Коля Каширский не сразу заметил, что со мной случилось. Он продолжал танцевать. И вот повернулся, увидел меня в провале — и на секунду остолбенел. Потом сказал зрителям: „Пардон!“ Вытащил меня за руку, отряхнул — и мы дотанцевали номер под гром оваций. Концерт был спасен».

## Награды
- заслуженный артист РСФСР (1957)
- За участие в Великой Отечественной войне Красноармеец Каширский Николай Кузьмич указом Президиума Верховного Совета СССР от 9 мая 1945 года награждён медалью «За победу над Германией в Великой Отечественной войне 1941—1945 гг.» От имени Президиума Верховного Совета СССР медаль вручена «31» мая 1946 года (Щ № 065998),
- Каширский Николай Кузьмич в соответствии с Указом Президиума Верховного Совета СССР от 7 мая 1965 года награждён Юбилейной медалью «Двадцать лет Победы в Великой Отечественной войне 1941—1945 гг.» От имени Президиума Верховного Совета СССР медаль вручена 28 февраля 1966 года.
- Каширский Николай Кузьмич в соответствии с Указом Президиума Верховного Совета СССР от 25 апреля 1975 года награждён Юбилейной медалью «Тридцать лет Победы в Великой Отечественной войне 1941—1945 гг.» От имени Президиума Верховного Совета СССР медаль вручена 9 мая 1975 года.

## Семья
Жена — Каширская Гретта Владимировна — родилась 20 сентября 1932 года в городе Баку. Окончила Бакинский государственный университет, по профессии — химик. С 1964 года проживает в городе Москва. Работала в Союзводпроекте старшим инженером. В настоящее время на пенсии.